# ELIPS: European Programme for Life and Physical Sciences in Space
El ELIPS - European Programme for Life and Physical Sciences in Space és un programa europeu per a l'estudi de les aplicacions de les ciències físiques i vives a l'espai a bord de l'Estació Espacial Internacional iniciat el 2001 i va ser destinat a cobrir activitats durant 5 anys. Aquest Programa de Microgravetat de l'Agència Espacial Europea (ESA) és un programa opcional, amb la participació actual de 15 estats membres de l'ESA.
El programa ELIPS prepara i realitza investigacions en l'Estació Espacial Internacional, i altres plataformes de missions no tripulades com els coets sonda, in fundamental and applied life and physical sciences. L'ELIPS és la continuació dels anteriors programes de microgravetat europeus EMIR 1&2, i les instal·lacions de microgravetat Columbus, MFC.